# 大丸 (食品)
大丸（だいまる）は高知県で食されている飾り蒲鉾。1本の蒲鉾にゆで玉子を3個包んでいるのが特徴。土佐蒲鉾が考案したゆで卵2個入りの小ぶりのものは土佐丸（とさまる）と呼ばれる。

## 概要
3個のゆで卵を並べ、魚のすり身で撒いて蒸した食品である。保存している間にゆで卵の白身部分に蒲鉾の旨味が浸み込む。
正月の御節料理、ハレの日やお祝いで振舞われる皿鉢料理には欠かせない食品であるが、高知以外ではほぼ見かけない。